# Marco Morgenstern
Pour les articles homonymes, voir Morgenstern.
Marco Morgenstern, né le 6 août 1972 à Dohna, est un biathlète allemand.
Il obtient son meilleur résultat individuel en Coupe du monde en 2000 à Lahti, où il est quatrième.

## Palmarès

### Championnats du monde
- Mondiaux 1994 à Canmore :
  -  Médaille de bronze à la course par équipes.

### Coupe du monde
- Meilleur classement général : 16e en 2000.
- Meilleur résultat individuel : 4e.
- 4 podiums en relais, dont 2 victoires.